# Курсель, Жан-Батист-Пьер Жюльен де
Жан-Батист-Пьер Жюльен, шевалье де Курсель фр. Jean-Baptiste-Pierre Jullien, chevalier de Courcelles; 14 сентября 1759, Орлеан — 18 марта 1834, Сен-Бриё) — французский генеалог и историограф, автор многотомных генеалогических историй и биографических словарей.

## Биография
Происходил из провинциальной дворянской семьи. Сын Пьера-Никола Жюльена (1728—1795), королевского советника и нотария в Орлеанском замке, и Мари-Мадлен Горран.
Добавил к своему семейному имени титул шевалье де Курселя, по названию небольшого земельного владения, принадлежавшего его отцу в Гатине, в Курсель-ле-Руа, близ Питивье. Продолжал именоваться де Курселем и после продажи означенного владения.
Был магистратом в Орлеане, и председателем администрации городских приютов. Перебравшись в столицу, в 1820 году купил генеалогический кабинет (cabinet de titres nobiliaires), сформированный Никола Витоном де Сент-Алле, а также его издательское учреждение, публиковавшее многотомное L’Art de vérifier les dates.
С 1821 года Курсель начал печатать продолжение этого труда, для периода «с 1770 года до наших дней», но после выхода первых двух томов, уступил это предприятие маркизу де Фортиа д’Юрбену, допечатавшему оставшиеся пять томов. Сам Курсель участвовал в проекте как один из сотрудников.
В 1820—1823 годах издал 9-томный «Исторический и биографический словарь французских генералов, с одиннадцатого века до 1820 и 1823 года». Для периода с XI века по начало 1760-х годов это сочинение большей частью представляет собой компиляцию сведений, позаимствованных из 7-томной «Военно-исторической хронологии» Франсуа Пинара (1760—1764), с небольшими дополнениями.
Наиболее значительными генеалогическими работами Курселя являются «Всеобщий словарь французского дворянства» в 5 томах (1820—1822), «Общий гербовник палаты пэров», и самое крупное из его сочинений: «Генеалогическая история пэров Франции» в 12 томах (1822—1833), весьма добросовестный труд, «хотя и основанный в значительной части на материалах, предоставленных различными фамилиями».
По утверждению составителей «Новой общей биографии», Курсель «допустил некоторую вольность, занимаясь генеалогическими поисками и составляя гербы для фамилий сомнительной знатности».
Состоял членом провинциальной академии Орлеана, а в Париже был одним из главных администраторов королевского приюта Провидения на Монмартре, основанного в 1804 году для 60 стариков обоего пола господином и госпожой Мико де Лавьёвиль, и ордонансом 14.12.1817 превращенным в королевское благотворительное учреждение.
Умер в Сен-Бриё в Бретани, куда переехал из Парижа в связи с ухудшением здоровья.
Коллекция документов и библиотека Курселя, насчитывавшие более 100 000 единиц хранения, за период с 1227 года, были выставлены на продажу 21 мая 1834.

## Награды
За свои генеалогические изыскания Курсель был пожалован титулом почетного королевского генеалога, и отмечен различными, в том числе довольно редкими для Франции, наградами:
- Орден Золотой шпоры (бреве Пия VIII, 20.06.1829)
- Великий офицер командор Королевского военного и госпитального ордена Гроба Господнего в Иерусалиме
- Рыцарь ордена Святого Губерта Лотарингии и Барруа
- Офицер ордена Феникса (Гогенлоэ)
- Рыцарь ордена Гражданских заслуг Баварской короны
- Почетный рыцарь Капитулярного ордена Древней знати, или ордена четырёх императоров
- Рыцарь ордена Святого Филиппа Лимбургского Льва

## Семья
1-я жена (31.12.1781): Мари-Мадлен Лормо (1758—1807)
Дети:
- Катрин-Мадлен Полин Жюльен (1783—1807)
- Огюстен-Этьен-Пьер Жюльен (1789—?)

2-я жена (6.01.1818): Этьенетта-Элизабет-Жанна-Атенаис-Урсула де Пико де Ламотт (1785—?), единственная дочь маркиза Бернара-Франсуа-Бертрана де Пико де Ламотта (1734—1797)
Дети:
- Мари-Луиза-Женевьева-Атенаис Жюльен де Курсель (1810—?)
- Мари-Анн-Амели Жюльен де Курсель (1814—1816)
- Пьер-Мари-Шарль-Виктор Жюльен де Курсель (1817—?)
- Эдм-Франсуа-Мари-Леон Жюльен де Курсель (1821—?)

## Публикации
- Dictionnaire historique et biographique des généraux français, depuis le onzième siècle jusqu’en 1820 et 1823. — P.: l’Auteur; Artus Bertrand; Treuttel et Wurtz, 1820—1822 T. I, T. II, T. III, T. IV, T. V, T. VI, T. VII, T. VIII, T. IX
- Dictionnaire universel de la Noblesse de France. — P.: Artus Bertrand, 1820—1822 T. I, T. II, T. III, T. IV, T. V
- Histoire généalogique et héraldique des pairs de France : des grands dignitaires de la couronne, des principales familles nobles du royaume et des maisons princières de l’Europe, précédée de la généalogie de la maison de France. — P.: l’Auteur; Artus Bertrand; Treuttel et Wurtz, 1822—1833 Référence:Histoire généalogique et héraldique des pairs de France (Jullien de Courcelles)